# Izeaux
Izeaux ist eine französische Gemeinde mit 2.138 Einwohnern (Stand: 1. Januar 2022) im Département Isère in der Region Auvergne-Rhône-Alpes. Sie gehört zum Arrondissement Grenoble und zum Kanton Le Grand-Lemps. Die Einwohner werden Uzelot(e)s genannt.

## Geographie
Die Gemeinde Izeaux liegt im Südosten des Plateau de Bièvre, etwa 28 Kilometer nordwestlich von Grenoble. Die Fließgewässer im Gemeindegebiet gehören zum Flusssystem Rival, Raille und Oron. Umgeben wird Izeaux von den Nachbargemeinden Le Grand-Lemps im Norden, Colombe im Nordosten, Beaucroissant im Osten, Saint-Paul-d’Izeaux im Süden, Plan im Südwesten sowie Sillans im Westen.

## Bevölkerungsentwicklung
| Jahr                       | 1962 | 1968 | 1975 | 1982 | 1990 | 1999 | 2006 | 2012 | 2021 |
| -------------------------- | ---- | ---- | ---- | ---- | ---- | ---- | ---- | ---- | ---- |
| Einwohner                  | 1344 | 1353 | 1425 | 1511 | 1798 | 1810 | 2080 | 2123 | 2141 |
| Quellen: Cassini und INSEE |      |      |      |      |      |      |      |      |      |

## Sehenswürdigkeiten
- Kirche Saint-Benoît aus dem 19. Jahrhundert

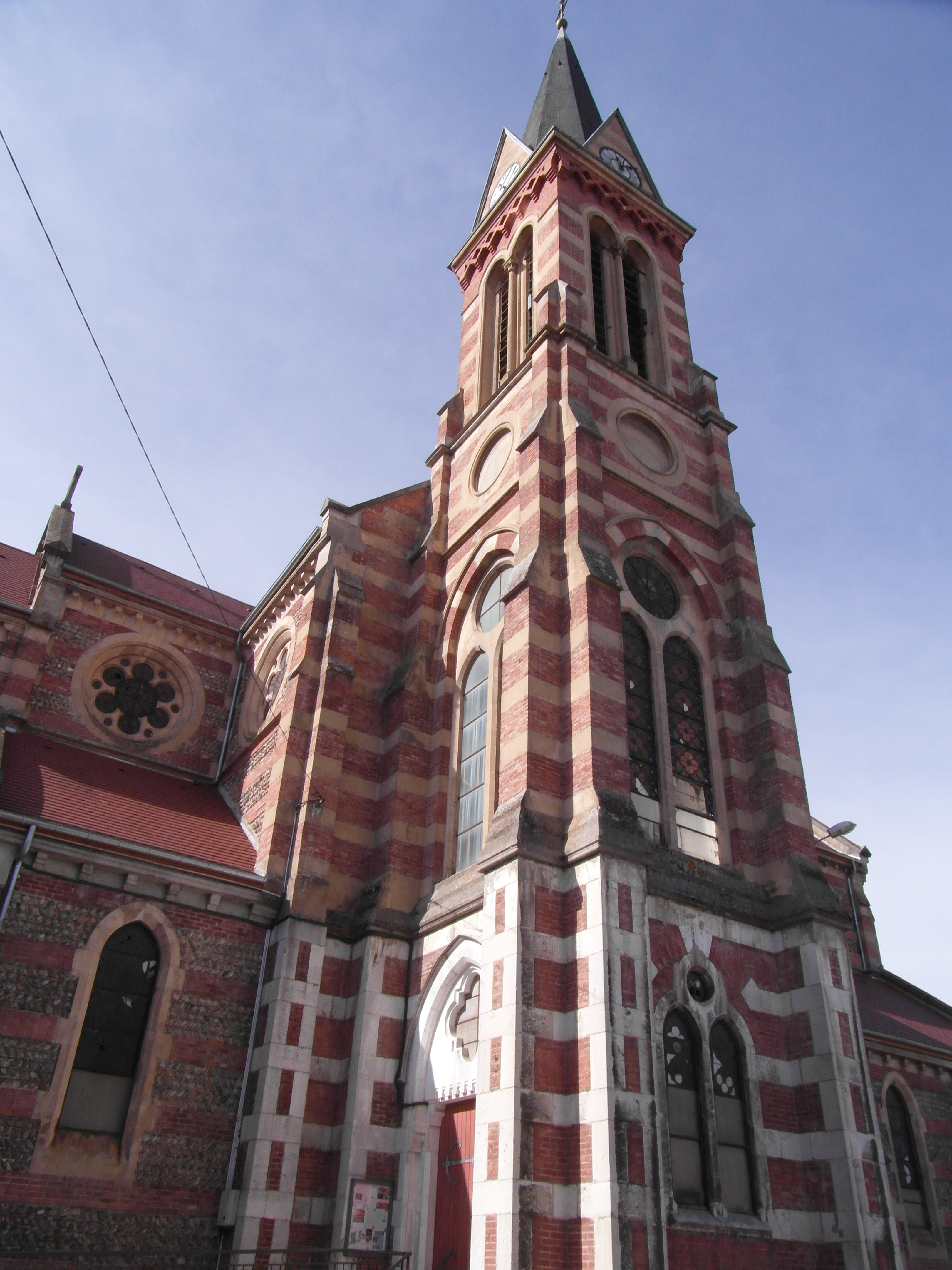
Kirche Saint-Benoît

- Herrenhaus Clos
- Uhrenturm aus dem Jahre 1750
- Mühle
- Rathaus (Hôtel de ville)